# Pauselijke Raad voor Pastorale Zorg van Migranten en Reizigers

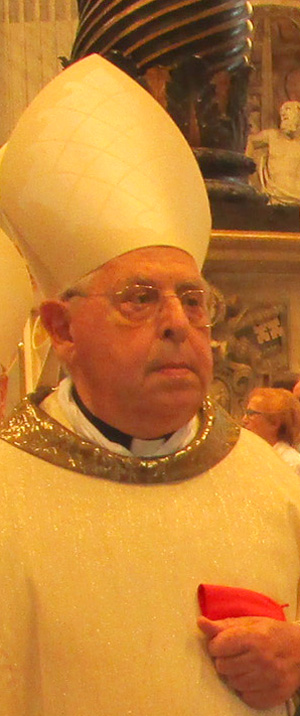
Kardinaal Vegliò, laatste voorzitter van de raad

De Pauselijke Raad voor Pastorale Zorg van Migranten en Reizigers (Latijn: Pontificium Consilium de Spirituali Migrantium atque Itinerantium Cura) was een instelling van de Romeinse Curie, opgericht door de apostolische constitutie Pastor Bonus van paus Johannes Paulus II op 28 juni 1988. De raad was een voortzetting van de Pauselijke Commissie die paus Paulus VI in 1967, met het motu proprio Apstolicae Caritatis, met hetzelfde doel had opgericht.
De taken van de Raad werden in Pastor Bonus als volgt omschreven:
Art. 149 - De Raad behartigt de pastorale zorg van de Kerk met het oog van de bijzondere behoeftes van hen, die gedwongen waren hun vaderland te verlaten of die geen vaderland hebben; en hij zorgt er ook voor dat de vragen, die hierop betrekking hebben, aandachtig worden afgewogen
Art. 150 -§ 1. De Raad biedt hulp, zodat in de particuliere Kerken werkdadige en eigen geestelijke zorg worden verschaft, ook, als dat nodig is, door middel van passende pastorale structuren, zowel voor vluchtelingen als voor ballingen, als voor migranten nomaden en voor kermisvolk. § 2. Hij zorgt bij dezelfde Kerken tevens voor de pastorale zorg van de zeelieden zowel reizend alsook in de havens, met name door het Apostolaat-Werk van de Zee, waarover hij het hogere bestuur uitoefent. § 3. Hij richt dezelfde zorg van hen, die op vlieghavens of in vliegtuigen taken uitoefenen of werkzaamheden doen. § 4. Hij spant zich er voor in, dat het christelijke volk, vooral bij gelegenheid van de viering van de 'werelddag voor migranten en voor vluchtelingen', zich bewust wordt van hun behoeftigheid en dat de eigen broederlijke geest jegens hen werkdadig toont.
Art. 151 - Hij zet zich in, dat reizen die om motieven van piëteit of voor studie of voor ontspanning worden ondernomen, bijdragen tot de morele en spirituele ontwikkeling van de Christengelovigen; en hij staat de particuliere Kerken bij, opdat allen die zich aldus buiten de eigen woonplaats bevinden, geschikte zielenzorg genieten.
Op 1 januari 2017 werd de raad opgeheven. De taken en bevoegdheden van de raad werden overgedragen aan de dicasterie voor de Bevordering van de Gehele Menselijke Ontwikkeling, die op 17 augustus 2016 ingesteld was.

## Lijst van voorzitters
| Periode   | Naam                 | Opmerking             |
| --------- | -------------------- | --------------------- |
| 1970-1973 | Carlo Confalonieri   |                       |
| 1970-1986 | Emanuele Clarizio    | pro-prefect           |
| 1984-1989 | Bernardin Gantin     |                       |
| 1986-1998 | Giovanni Cheli       | 1986-1989 pro-prefect |
| 1998-2006 | Stephen Fumio Hamao  |                       |
| 2006-2009 | Renato Martino       |                       |
| 2009-2017 | Antonio Maria Vegliò |                       |